# Jaan Mölder
Jaan Mölder (ur. 9 czerwca 1987) – estoński kierowca rajdowy. Ma za sobą starty w Mistrzostwach Świata.
Swój debiut rajdowy Mölder zaliczył w 2003 roku. W 2005 roku zadebiutował w Rajdowych Mistrzostwach Świata. Pilotowany przez Tõnu Vunna i jadący Mitsubishi Lancerem Evo 6 nie ukończył wówczas Rajdu Szwecji z powodu wypadku. W 2006 roku rozpoczął starty w serii Junior WRC i startował samochodami Ford Fiesta S1600, Suzuki Ignis S1600 i Suzuki Swift S1600. Zajął 9. miejsce w klasyfikacji JWRC wygrywając Rajd Wielkiej Brytanii. W 2007 roku był 5. w JWRC, a w 2008 roku zajął 8. pozycję. Rajd Meksyku ukończył na 9. miejscu w klasyfikacji generalnej, najwyższym w swojej karierze. Od 2009 roku nie startuje w Mistrzostwach Świata.

## Występy w mistrzostwach świata
| Sezon | Zespół      | Samochód                                                | 1      | 2       | 3      | 4             | 5       | 6         | 7      | 8      | 9         | 10        | 11            | 12   | 13      | 14        | 15              | 16              | Punkty | Miejsce |
| ----- | ----------- | ------------------------------------------------------- | ------ | ------- | ------ | ------------- | ------- | --------- | ------ | ------ | --------- | --------- | ------------- | ---- | ------- | --------- | --------------- | --------------- | ------ | ------- |
| 2005  | Jaan Mölder | Mitsubishi Lancer Evo 6 Mitsubishi Lancer Evo 8         | Monako | NU      | Meksyk | Nowa Zelandia | Włochy  | Cypr      | Turcja | NU     | Argentyna | Finlandia | Niemcy        | 27   | Japonia | Francja   | Hiszpania       | Australia       | 0      | -       |
| 2006  | Jaan Mölder | Ford Fiesta S1600 Suzuki Ignis S1600 Suzuki Swift S1600 | Monako | 40      | Meksyk | Hiszpania     | Francja | 45        | 44     | Grecja | Niemcy    | 28        | Japonia       | Cypr | NU      | Australia | Nowa Zelandia   | 20              | 0      | -       |
| 2007  | Jaan Mölder | Suzuki Swift S1600                                      | Monako | Szwecja | 31     | Meksyk        | 21      | Argentyna | 19     | Grecja | 47        | 27        | Nowa Zelandia | 26   | Francja | Japonia   | Irlandia        | Wielka Brytania | 0      | -       |
| 2008  | Jaan Mölder | Suzuki Swift S1600                                      | Monako | Szwecja | 9      | Argentyna     | NU      | 28        | Grecja | Turcja | NU        | Niemcy    | Nowa Zelandia | 24   | 36      | Japonia   | Wielka Brytania |                 | 0      | -       |